# Специальные коллекции
В библиотековедении специальные коллекции — это конкретные хранилища или отделы, состоящие, как правило, из 15 и более предметов, расположенные в пределах библиотеки, в которых хранятся материалы «специального» характера, в том числе редкие книги, архивы и собрания рукописей. Работы хранятся в специальных коллекциях (в отличие от общей коллекции библиотеки), потому что они необычайно ценные, редкие (возможно, уникальные), или хрупкие, или потому, что они не должны, в силу некоторых особых причин, храниться вместе с другими материалами.
Основная функция специальных коллекций — сохранение материалов в безопасности и надёжности, оставляя их при этом доступными. Они обычно закрыты и доступны в основном только квалифицированным заинтересованным исследователям, которые должны обычно предоставить персональные идентификаторы, рекомендательные письма и учётные данные для получения полного доступа; как правило, это аспиранты и преподаватели. Специальные материалы коллекции, как правило, являются внеоборотными (имеется в виду, что они не могут быть взяты на время из библиотеки). В идеале они должны храниться в местах, где температура, влажность, освещённость и другие окружающие условия тщательно контролируются, а адекватное обеспечение безопасности обеспечивает материалам защиту от несанкционированного доступа, кражи и вандализма. Специальные читальные залы зачастую предоставляются, чтобы свести риск к минимуму. К пользователям выдвигаются определённые условия: использование перчаток, запреты на съёмки со вспышкой и на использование письменных принадлежностей с чернилами.
Полные коллекции из сотен или даже тысяч книг могут быть завещаны библиотекам, но с условием, что коллекция будет храниться вместе целиком, а не по отдельности по совокупности. Скрытые коллекции тоже существуют. Совет по библиотечным и информационным ресурсам обеспечивает финансирование учёным, занимающимся каталогированием определённых скрытых коллекций.

## Из культуры
- Протагонист романа Жена путешественника во времени является библиотекарем специального отдела Ньюберрской библиотеки в Чикаго.